# Thomas Wimmer
Pour les articles homonymes, voir Wimmer.
Thomas Wimmer (né le 7 janvier 1887 à  Siglfing et décédé le 18 janvier 1964 à Munich) est un homme politique bavarois membre du SPD, notamment bourgmestre de Munich de 1948 à 1960.

## Biographie

### Jusqu'à la fin de la Seconde Guerre mondiale
Thomas Wimmer est le fils d'un forgeron et d'une serviteuse. Il nait à Siglfing, un quartier d'Erding en haute-Bavière. Il est élevé dans un environnement de la petite-bourgeoisie relativement pauvre. Il apprend la menuiserie, car son père ne peut financer des études en sculpture sur bois. Après une année de voyage à travers l'Allemagne, la Suisse et l'Italie, il s'installe en 1904 à Munich pour travailler dans une usine de meubles. En 1907, il entre dans le syndicat fondé en 1893 à Cassel : „Deutscher Holzarbeiter-Verband“ (DHV) (fédération des travailleurs du bois allemands), et en devient délégué de circonscription en 1912. Il devient membre du SPD en 1909 et il prendre part au cours de formation continue de l'Arbeiterbildungsverein „Vorwärts“ (en avant). De plus il fait du théâtre avec la troupe laïque de Thalkirchen. En 1914, il est enrôlé dans le 8e régiment d'infanterie qui est responsable de Metz. En 1916, il retourne à l'arrière pour servir dans les fabriques d'armement. De 1919 à l'époque nazi, il est assistant à l'agence pour l'emploi de Munich. Le 8 novembre 1918, il est élu président du conseil ouvrier de Munich. Depuis le 31 juillet 1919, il est réélu année après année président des sociaux-démocrates de Munich. 
De 1924 à 1933, Wimmer est au conseil municipal (non rémunéré). Il s'intéresse tout particulièrement aux problèmes liés à l'emploi, au logement et aux finances. Le lendemain de la prise de pouvoir des nazis, soit le 10 mars 1933, il est mis en Schutzhaft et emprisonné à la prison Stadelheim à Giesing puis à celle Landsberg. Il passe aussi plusieurs fois dans les centres de détention de la Gestapo. Après sa libération, il travaille d'abord en tant que fonctionnaire jusqu'en 1938, puis dans une entreprise de construction, et enfin à partir de 1941 après une longue période de chômage comme menuisier. Après le complot du 20 juillet 1944, il est de nouveau emprisonné et passe 6 semaines au camp de concentration de Dachau. Il y rencontre notamment son ancien adversaire politique Karl Scharnagl (BVP).

### De 1945 à 1964
Le gouvernement militaire américain nomme Karl Scharnagl bourgmestre de Munich le 4 mai 1945. Ce dernier fonde avec d'autres à cette période la CSU. Il nomme en août 1945 Thomas Wimmer troisième Bürgermeister, soit 2d adjoint puis en décembre 1945 second Bürgermeister, soit 1er adjoint. En 1946 il est aussi membre de la commission chargée de rédiger la constitution du Land.
Après la victoire du SPD aux élections municipales du 30 mai 1948, Thomas Wimmer devient le 1er juillet 1948 bourgmestre de Munich. Il est également membre du Landtag bavarois de 1946 à 1950. On associe à son nom la Holzaktion (action bois) qui tente d'assurer l'approvisionnement en bois de chauffage la ville pendant les hivers d'après-guerre, ainsi que le déblayage des décombres de la ville dit Rama Dama. Il est un homme fort de la reconstruction de Munich après la guerre. Il s'oppose notamment aux plans, qui, comme dans d'autres grandes villes, visaient à construire de grandes autoroutes en centre-ville. À ce sujet son avocat Hans-Jochen Vogel déclare lors d'une concertation à l'hôtel-de-ville : « quand ça circule plus, ça reste juste là, un chariot puant, et ça devient aussi sensé! ».
En 1950 se tient la seconde Oktoberfest d'après-guerre. On retient tout particulièrement l'introduction par Thomas Wimmer d'une nouvelle tradition : l'Anzapfen. Le 16 septembre 1950 à midi, dans la tente Schottenhamel, le bourgmestre inaugure la fête en ouvrant le premier tonneau. 
En 1952 et en 1956, Wimmer est réélu avec respectivement 60,9 % puis 58,3 % des voix. Il reste bourgmestre jusqu'en 1960 donc. Thomas Wimmer, parfois surnommé „Wimmer Dammerl“ par les habitants, meurt le 18 janvier 1964 d'un problème cardiaque. Dans la salle d'honneur de l'hôtel-de-ville, pas moins de 10 000 personnes viennent lui rendre un dernier hommage.
Wimmer est enterré au cimetière de Ostfriedhof à Munich.

## Vie privée
Thomas Wimmer s'est marié deux fois. Sa première femme Therese succombe d'une infection en 1937, qu'elle a contracté pendant son travail dans une usine d'armement. En 1939, il se remarie à Käthe Kircher.

## Postérité
Bien que compté parmi les critiques de l'automobile et du développement des transports individuels, il a une rue à son nom dans sa ville natale Erding, la Thomas-Wimmer-Straße. Le fait qu'il ait aussi une section du petit périphèrique de Munich à son nom entre Isartor et la Maximilianstraße, "Thomas-Wimmer-Ring", n'est pas dépourvu d'humour.

## Distinctions
En 1955, Thomas Wimmer obtient la croix d'officier de l'ordre du Mérite de la République fédérale d'Allemagne, puis en 1959 la croix de grand officier. En 1957, il devient citoyen d'honneur de Munich et en 1958, il reçoit l'ordre bavarois du Mérite nouvellement créé.
Le 31 janvier 2008 Christian Ude, alors bourgmestre de Munich, inaugure une plaque commémorative en l'honneur de Thomas Wimmer, qui est exposée à son ancienne demeure au 41/45 Bruggspergerstraße.